# Hexatoma (Eriocera) willistoni
Hexatoma (Eriocera) willistoni is een tweevleugelige uit de familie steltmuggen (Limoniidae). De soort komt voor in het Neotropisch gebied.